# Lijst van burgemeesters van Arkel
Dit is een lijst van burgemeesters van de voormalige Nederlandse gemeente Arkel tot die gemeente op 1 januari 1986 opging in de gemeente Giessenlanden.
| Ambtsperiode | Naam burgemeester       | Partij of stroming | Bijzonderheden                                                                         |
| ------------ | ----------------------- | ------------------ | -------------------------------------------------------------------------------------- |
| 1817 - 1846? | Jan Willem van der Poel |                    | tot 1825 schout                                                                        |
| 1846 - 1851  | J.H. van der Poel       |                    |                                                                                        |
| 1851         | Jan (J.) de Graaff      |                    | tevens burgemeester van Spijk                                                          |
| 1851 - 1852  | Felix de Klopper        |                    | tevens burgemeester van Spijk en Heukelum, later van Asperen en Schoonhoven            |
| 1852 - 1856  | H. Bel                  |                    | tevens burgemeester van Kedichem (1846-1863)                                           |
| 1856 - 1869  | J.A.D. van der Poel     |                    |                                                                                        |
| 1870 - 1909  | T.W.C. Merkens          |                    | tevens burgemeester van Kedichem (1864-1909)                                           |
| 1909 - 1943  | F.J. Folkerts           |                    | tevens burgemeester van Kedichem                                                       |
| 1943 - 1945  | K.J.D.J. Folkerts       | NSB                | tevens burgemeester van Kedichem; zoon van voorganger                                  |
| 1946 - 1975  | Henri (H.) Scheffer     |                    | tevens burgemeester van Kedichem, in 1969 tevens waarnemend burgemeester van Gorinchem |
| 1975 - 1981  | Martin (M.J.) Bruin     | PvdA               | tevens burgemeester van Kedichem, later burgemeester van Alblasserdam                  |
| 1981 - 1985  | P. de Bruijn            |                    | waarnemend, tevens waarnemend burgemeester van Kedichem                                |
| 1985 - 1986  | J.H. Vijgeboom          | PvdA               | waarnemend, tevens waarnemend burgemeester van Kedichem                                |